# Льозелов липарис
Льозеловият липарис (Liparis loeselii) е многогодишно тревисто растение от семейство Салепови, регионално изчезнал вид за България, включен в Червената книга на България и в Закона за биологичното разнообразие.
Многогодишно тревисто растение с късо коренище. На ежегодните прирасти се формира повърхностно разположена псевдобулба. Листата му са широколанцетни и зелени, с дължина 2 – 11 cm и ширина 0,7 – 2 cm. Съцветията са високи 3 – 10 cm и рехави, с 3 – 15 цвята. Цветовете му са жълто-зелени, а чашелистчетата дълги 4,5 – 5,5 mm и ширина 1,4 – 1,8 mm, венчелистчетата му са по-малки. Устната е длъгнестоовална и прегъната, насочена нагоре. Цъфти през юни и плодоноси през юли. То е насекомоопрашващо се растение. Размножава се със семена и вегетативно.
Видът е рядък в умерената и субсредиземноморската зона на Европа. В България е установяван в Софийско, подножието на Беласица и край село Габарево, област Стара Загора, до около 1000 m н. в.